# Partizipation (Museum)
Partizipation bezeichnet in der Museumswissenschaft die Teilhabe und Teilnahme der Besucher nicht nur im Sinne einer Rezeption der Ausstellungsinhalte, sondern im Sinne einer (Mit-)Produktion und einer aktiven Beteiligung an oder in Museen und Ausstellungen. Die Bezeichnung als „Partizipation“ erfolgte erst in den letzten Jahren, die Idee der Öffnung und Beteiligung von Besuchern oder der Gesellschaft bzw. Community ist jedoch weitaus älter. Als fester Bestandteil und Museumsaufgabe wurde und wird Partizipation in den Konzepten des in den 1970er Jahren in Frankreich entwickelten  Écomusée gefordert, das auch im Zuge der Neuen Museologie Einfluss auf deutsche Museen hatte, sowie in den Konzepten der Neighbourhood- oder Community-Museen in den USA und dem angelsächsischen Raum und den Museos Comunitarios in Mittel- und Südamerika.
In den letzten Jahren erfuhr das Konzept vor allem durch Nina Simon internationale Aufmerksamkeit, im deutschsprachigen Raum vor allem durch Anja Piontek und zahlreiche Publikationen des Historischen Museums Frankfurt (namentlich v. a. Jan Gerchow, Susanne Gesser und Angela Jannelli).

## Definition
Von Partizipation wird im Museum gesprochen, wenn Besucher die Möglichkeit erhalten, eigene Inhalte auf bedeutende und ansprechende Art und Weise einzubringen oder zu teilen. Der Hauptunterschied zwischen traditioneller Museumsarbeit und einem partizipativen Ansatz ist der Informationsfluss zwischen der Institution und den Besuchern. Traditionell gilt das Museum als Sender und der Besucher als Empfänger. Bei einem partizipativen Ansatz findet ein Austausch statt und beide Parteien fungieren sowohl als Sender als auch Empfänger.

## Problematik
Nicht jede Form der Interaktion ist gleichermaßen partizipativ. Der Unterschied zwischen den beiden Termini liegt darin, dass im Gegensatz zu Interaktion, bei der es um das Mitmachen bei vorgegebenen Strukturen geht, bei Partizipation in diese Strukturen eingegriffen werden kann.
Zusätzlich zu dieser Definitionsproblematik gesellen sich die unterschiedlichen, länderspezifischen Auffassungen. So ist die Auslegung Andrea Witcombs bezüglich Interaktion im eigentlichen Sinne das, was hierzulande als Partizipation wahrgenommen wird. Zumindest, wenn man als Basis das Konzept von Nina Simon verwendet.

## Verschiedene Stufen der Partizipation
Nach Nina Simon lässt sich die partizipative Museumsarbeit in drei Stufen unterteilen, deren Abstufung durch die unterschiedlichen Grade der Beteiligungsmöglichkeiten festgelegt ist: Auf Stufe eins befindet sich die Contribution. Hierbei gibt das Museum einen festen Rahmen vor. Die Teilhabenden können innerhalb dessen ihren Teil beisteuern. Stufe zwei bezeichnet die Collaboration. Hier erhalten die Partizipienten die Möglichkeit, als Experten und aktive Partner eines Museumsprojektes zu fungieren. Die oberste Stufe bezeichnet die Co-Creation, bei welcher die Besucher gleichberechtigt mit dem Museum Inhalte und Projekte kreieren und verwirklicht. Simon fügte diesen drei Stufen noch eine Vorstufe hinzu, die sie als Hosting bezeichnete. Derlei Projekte sind solche, bei denen die Institution einen Teil ihrer Räumlichkeiten und/oder Ressourcen normalen Besuchern oder öffentlichen Gruppen zur Verfügung stellt, damit diese dort eigens entwickelte und realisierte Projekte präsentieren können.
Anja Piontek hat in ihrer Dissertation das wohl bisher umfangreichste Modell zur Klassifizierung und Analyse von Partizipation entwickelt, das sie als „Dimensionenmodell“ bezeichnet. Ein Aspekt dieses Modells ist u. a. ebenfalls eine Typologie von partizipativer Museumsarbeit, die die Stufung von Nina Simon als Grundlage aufgreift und entsprechend ihrer eigenen Definition von Partizipation weiterentwickelt. Sie unterscheidet zwischen Ausarbeitung/Ausführung, Zuarbeit, Mitarbeit und Zusammenarbeit als zentralen Formen von Partizipation, macht aber auch deutlich, dass in der Praxis durchaus Mischformen bestehen.
Nicht jedes Projekt und jede Ausstellung muss immer das gleiche Maß an Partizipationsmöglichkeiten bieten. Denn es darf nicht außer Acht gelassen werden, dass nicht alle Rezipienten in diesem Maße teilhaben möchten. Es sollte stets die Möglichkeit bestehen, einen ganz ‚normalen‘ Museumsbesuch zu absolvieren, damit diese Besuchergruppe der Institution nicht verloren geht. Viele Museen fokussieren sich bei der Art der Partizipation rein auf das ‚Inhalte kreieren‘ und übersehen hierbei, dass die Spanne an Partizipationsmöglichkeiten um ein Vielfaches breiter ist. Auch Besucher, die den generierten Inhalt konsumieren, kommentieren, organisieren, umarbeiten und weiterverbreiten, partizipieren. Und diese Personengruppe macht einen wesentlich größeren Teil aus als die aktiven Teilhabenden.
Festzuhalten ist, dass ein partizipativer Ansatz ein Prozess mit offenem Ende ist, der sich durch seine kommunikative Ausrichtung auszeichnet. Ferner muss für die Partizipierenden deutlich werden, aus welchem Grund sie teilhaben dürfen/sollen. Partizipation um der Partizipation willen ist nicht sinnvoll und auch nicht zielführend. „If the museum doesn’t care about the outcomes of visitors‘ participation, why should visitors participate?“ Und aus diesem Grund sollte immer klar kommuniziert werden, welchen Nutzen die Partizipation für das Museum hat. Besucher wollen Wertschätzung erfahren und das Gefühl haben, zu etwas beitragen zu können. Ebenso ist es wichtig, ihnen im Anschluss zu danken und, wenn möglich, sie über den weiteren Verlauf zu informieren. Zusätzlich sind partizipative Angebote ein nicht zu unterschätzender Mehraufwand für die Museumsmitarbeiter. Einen Nutzen daraus ziehen zu können, ist also nur legitim.
Die Museumsmitarbeiter dürfen in diesem Prozess nicht alleingelassen werden, denn auch für sie bedeutet die neue Ausrichtung veränderte Arbeitsbedingungen und Anforderungen. Sie müssen ebenso begleitet und unterstützt werden wie die beteiligte Bevölkerung. Denn von ihnen wird verlangt, dass sie einen Großteil ihrer Autorität teilen und abgeben. Der zuvor ‚allwissende‘ Kurator muss durch diese Teilhabe anderen den Status eines Experten zugestehen, flexibel mit der neuentstandenen Situation umgehen und ein hohes Maß an Offenheit und Improvisationsfähigkeit mitbringen.